# Nyitra
Nyitra (Nyitra vármegye en hongrois ; Nitrianska župa/stolica en slovaque ; Neutraer Gespanschaft ou Komitat Neutra en allemand ; Comitatus Nitriensis en latin) est un ancien comitat de la Grande Hongrie, au sein de l'Autriche-Hongrie. Son nom provient de l'ancienne principauté slovaque de Nitra qui fut conquise au XIe siècle par le royaume de Hongrie. En 1918, la république démocratique de Hongrie se disloque et la première république tchécoslovaque est proclamée : le traité de Trianon de 1920 officialise le rattachement du comitat à la Tchécoslovaquie. Il fait aujourd'hui partie de la Slovaquie.